# 托雷塔
托雷塔（義大利語：Torretta），是意大利西西里大区巴勒莫广域市的一个市镇。总面积25平方公里，人口4081人，人口密度163.2人/平方公里（2009年）。ISTAT代码为082072。